# Zeittafel des Falklandkrieges

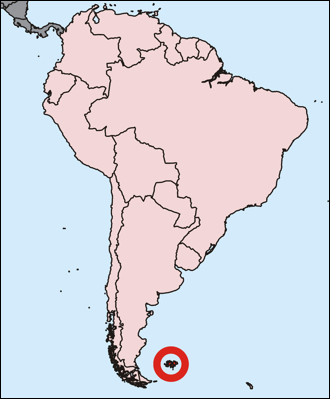
Lage der Falklandinseln

Zeittafel des Falklandkrieges zwischen Großbritannien und Argentinien um die Falklandinseln:

## Vorgeschichte

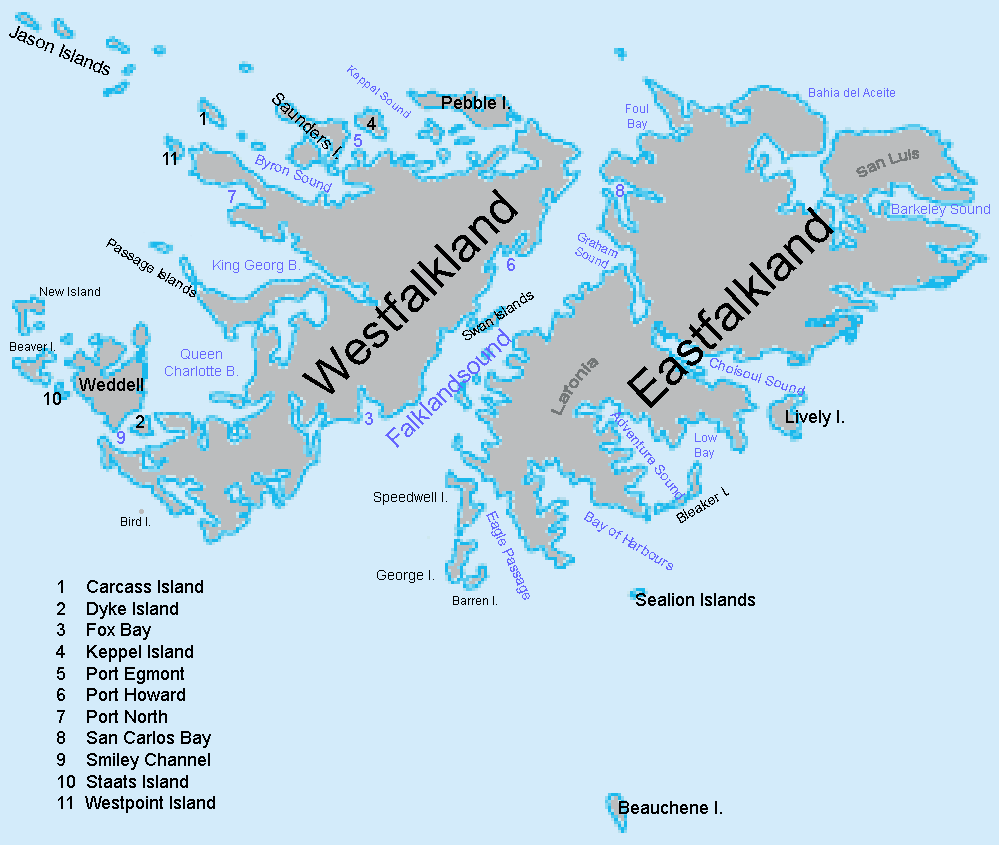
Seegebiete der Falklandinseln

(siehe auch Geschichte der Falklandinseln)

### Bis 1800 (Entdeckung, erste Besiedlungen)
- 1501: Mögliche Sichtung durch Amerigo Vespucci
- 1520: Mögliche Sichtung durch Esteban Gómez im Rahmen der ersten Weltumsegelung von Ferdinand Magellan.
- 1540: Mögliche Sichtung durch Francisco de Camargo
- 1592: Die unbewohnten Inseln werden von dem Engländer John Davis gesichtet und als Davis-Inseln benannt. Diese Entdeckung gilt als gesichert.
- 1675: Der britische Kaufmann Antoine de la Roché sichtet Südgeorgien.
- 1690: Der Engländer John Strong landet auf den Falklandinseln und gibt der Inselgruppe ihren heutigen (englischen) Namen.
- 1764: Louis Antoine de Bougainville gründet die erste französische Siedlung auf Ostfalkland (Port Saint Louis). Die Franzosen nennen die Inseln: Les Nouvelles Malouines.
- 1766: Britischer Außenposten auf Saunders Island (Port Egmont).
- 1769: Die Franzosen verkaufen ihre Besitzungen an die Spanier, welche die Inseln fortan als „Las Malvinas“ bezeichnen.
- 1771: Spanien erkennt in einem Vertrag die bisherigen Rechte Großbritanniens auf die „Malouine Islands“ an.
- 1774: Die Briten geben Port Egmont wieder auf, halten aber ihren Anspruch auf die Inselgruppe aufrecht.
- 1775: James Cook landet auf Südgeorgien. Kurz danach entdeckt er die Südsandwichinseln.

### 19. Jahrhundert (Britische Inbesitznahme, Argentinische Proteste, US-amerikanische Einflussnahme)
- 1810: Buenos Aires erklärt sich für autonom.
- 1816: Buenos Aires erklärt seine Unabhängigkeit.
- 1820: Die Vereinigten Provinzen am La Plata erheben Ansprüche auf die Malvinas.
- 1820: US-Amerikaner vertreiben auf argentinischen Wunsch hin britische Walfänger von Ostfalkland.
- 1823: Die Vereinigten Provinzen am La Plata gestatten eine Ansiedlung von privaten Investoren um Louis Vernet.
- 1831: US-amerikanische Kriegsschiffe zerstören die Siedlung von Louis Vernet. Die USA erklären die Inseln zum Niemandsland und bezeichnen von Argentinien unterstützte Ansiedlungen als „Piratennester“.
- 1833: Die Briten besetzen entgegen argentinischen Protesten die Inselgruppe. Die USA erheben keinen Einspruch. Seitdem gibt es diplomatische Bemühungen von Buenos Aires, die Kontrolle über den Archipel (wieder) zu erlangen.
- 1837: Einrichtung einer britischen Kolonialverwaltung.
- 1843: Gründung von Port Stanley.
- 1849: Vertrag zwischen Großbritannien und den Vereinigten Provinzen am La Plata, in dem „alle Differenzen“ ausgeräumt werden.
- 1859: Spanien erkennt die Unabhängigkeit der Vereinigten Provinzen am La Plata an, äußert sich aber nicht zu den Falklandinseln/Malwinen.
- 1862: Gründung der Republik Argentinien.

### 20. Jahrhundert (weiterer Verlauf bis zum Krieg)
- 1914–1918 (Erster Weltkrieg):
  - Die Falklandinseln/Malwinen sind ein unbedeutender britischer Versorgungsstützpunkt. Es kommt zum Seegefecht bei den Falklandinseln, bei dem das deutsche Ostasiengeschwader vernichtet wird.
- 1925:
  - Argentinien erhebt jetzt auch Anspruch auf Südgeorgien und die Südsandwichinseln.
- 1939–1945 (Zweiter Weltkrieg):
  - Die Inseln dienen den Briten als strategischer Stützpunkt zur Kontrolle des Südatlantiks. Japan plant eine Besetzung.
- 1960er:
  - UN-Resolution, die eine Lösung im Sinne der Einwohner der Inseln fordert. Bei Abstimmungen entscheiden sich die Einwohner stets für die Zugehörigkeit zum Vereinigten Königreich.
- 1966:
  - „private argentinische Invasion“ durch eine peronistische Gruppe auf dem Flugfeld von Stanley.
- 1971:
  - Entspannung. Verträge über Zusammenarbeit, unter anderem wird die Nutzung von Krankenhäusern und Schulen auf dem argentinischen Festland geregelt.
- 1976/1977:
  - Argentinien etabliert die Forschungsstation Corbeta Uruguay auf den Südlichen Sandwichinseln. Großbritannien fürchtet eine unmittelbar bevorstehende argentinische Invasion der Falklandinseln und führt die Operation Journeyman durch.
- 1980–März 1982:
  - Positiv verlaufende Gespräche über die Zukunft der Inselgruppe.
- 1981:
  - General Galtieri wird als Nachfolger von General Viola Präsident von Argentinien.

## Der Falklandkrieg 1982

### März (Beginn der Krise)
- 1. März:

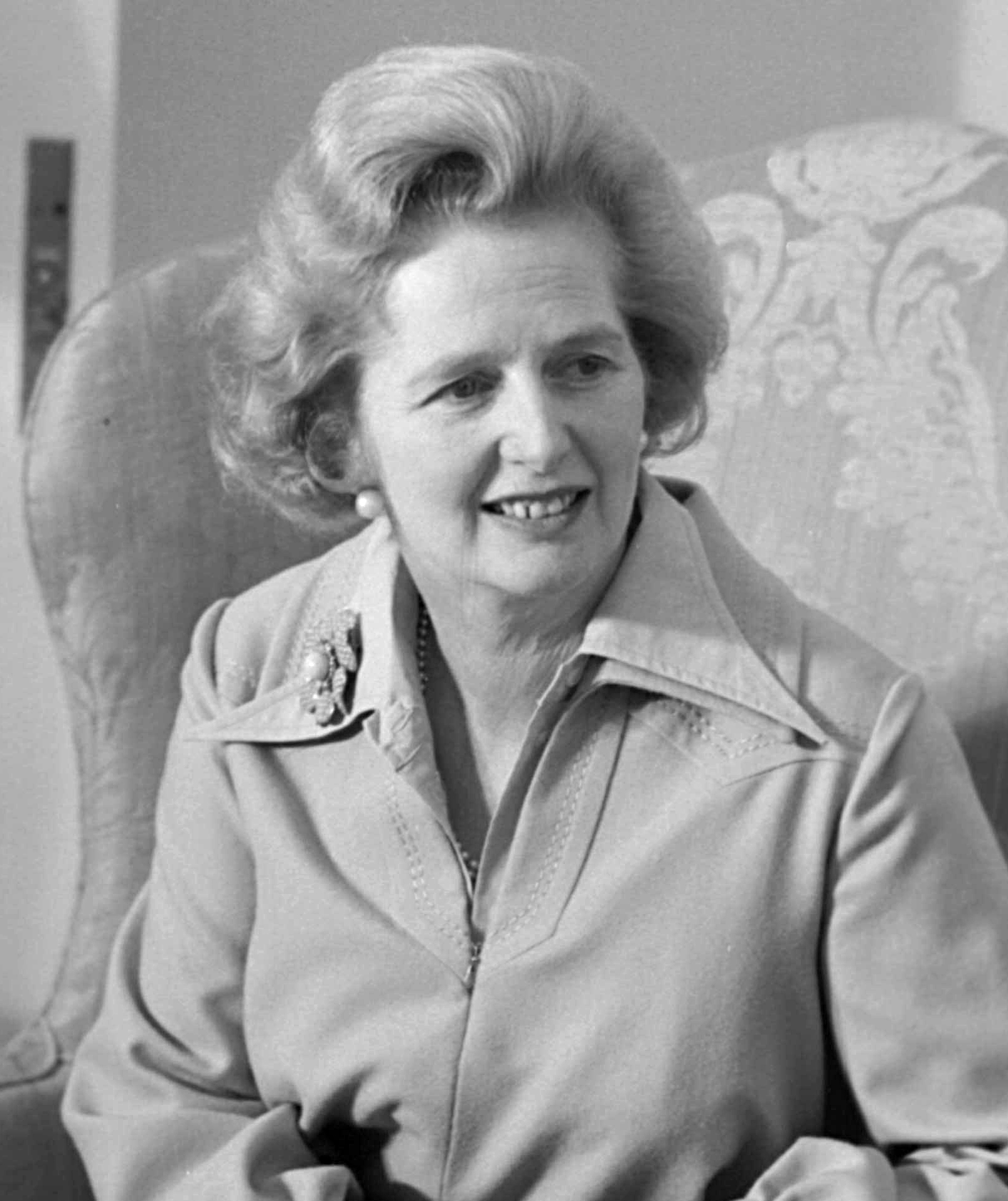
Margaret Thatcher

  - das argentinische Außenministerium veröffentlicht ein Communiqué, in dem es darauf hinweist, dass es, sollten die Verhandlungen über die Souveränität über die Falklandinseln scheitern, Maßnahmen zur Wahrung seiner Interessen ergreifen werde.
- 19. März:
  - das argentinische Versorgungsschiff ARA Bahía Buen Suceso landet ohne Genehmigung in Leith auf Südgeorgien eine Gruppe Metallarbeiter, welche die argentinische Flagge hissen. Britische Wissenschaftler, die den Vorgang beobachten, melden dies nach Port Stanley.
- 20. März:
  - Großbritannien protestiert gegen die Verletzung seiner Souveränität
- 21. März:
  - Das argentinische Transportschiff ARA Bahia Paraíso erhält Befehl, eine Gruppe Soldaten in Leith zu landen. Die Bahia Buen Suceso verlässt mit den Metallarbeitern Südgeorgien.
- 23. März:
  - Das britische Patrouillenschiff HMS Endurance erhält den Befehl, mit 24 Marineinfanteristen an Bord Grytviken auf Südgeorgien anzulaufen.
  - Die britische Forschungsstation in Grytviken meldet, dass sich noch immer argentinische Soldaten in Leith aufhalten.
  - Großbritannien protestiert erneut gegen die Verletzung seiner Souveränität.
  - Die argentinische Junta beschließt zur Wiedergewinnung der Souveränität Argentiniens die Landung von Truppen auf den Falklandinseln.
- 28. März:
  - Die argentinische Flotte verlässt ihre Stützpunkte in Richtung Falkland-Inseln.
- 29. März:
  - Die britische Regierung beschließt die Entsendung von Atom-U-Booten in den Südatlantik.
  - Ein Teil der britischen Schiffe, die am Manöver „Springtrain“ im Atlantik teilnehmen, erhält Befehl, in Gibraltar scharfe Munition zu laden und beschleunigt in den Südatlantik zu fahren.
- 31. März:
  - Die britische Premierministerin Margaret Thatcher bittet den Präsidenten der USA, Ronald Reagan, dem argentinischen Präsidenten klarzumachen, dass Großbritannien eine Besetzung der Falklandinseln nicht hinnehmen werde.
  - Der Gouverneur der Falklandinseln Sir Hunt warnt mit einer Ansprache im Rundfunk die Bewohner der Inseln vor einer drohenden Invasion durch Argentinien.

### April (Argentinische Invasion sowie britische und argentinische Kriegsvorbereitungen)
- 1. April:

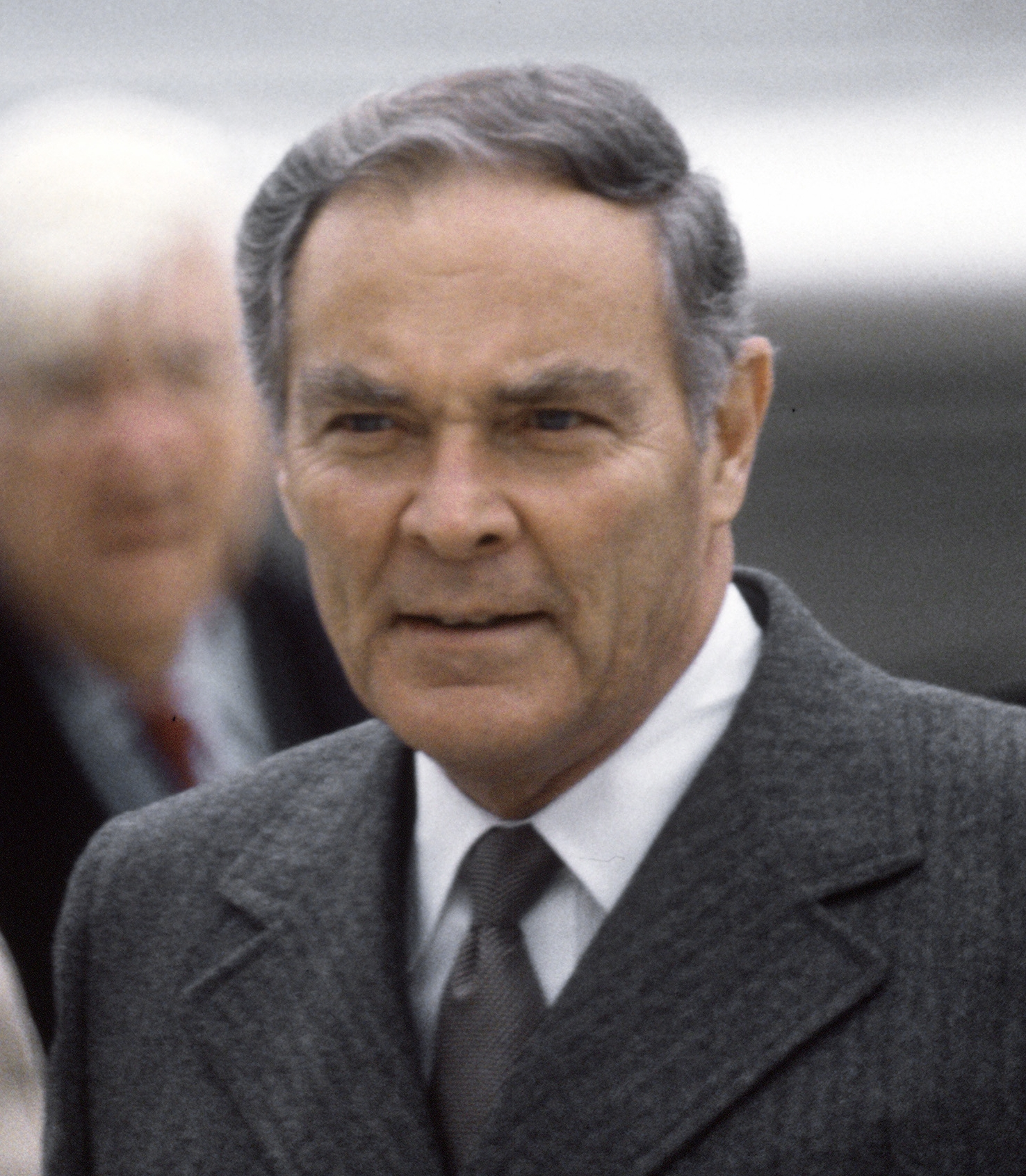
Alexander Haig

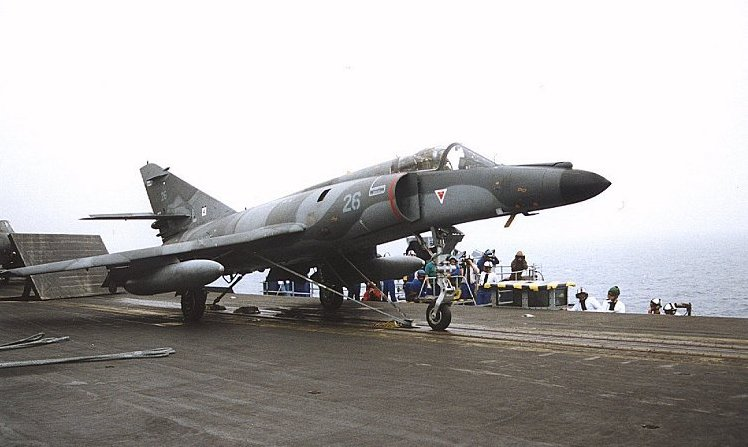
Dassault Super Étendard

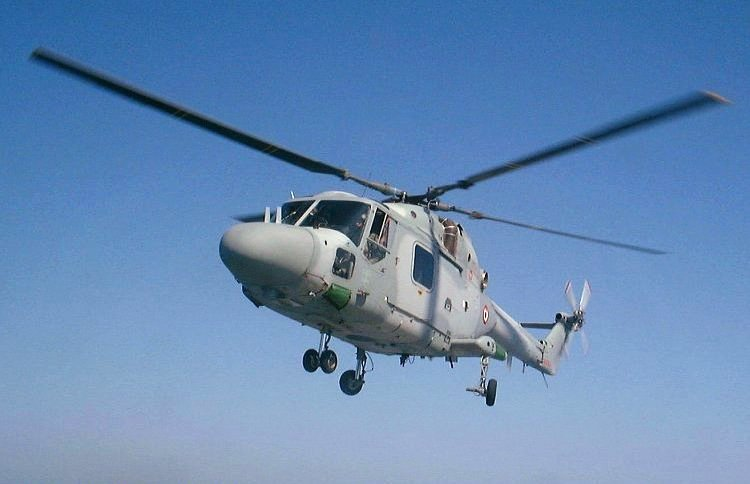
Westland Lynx

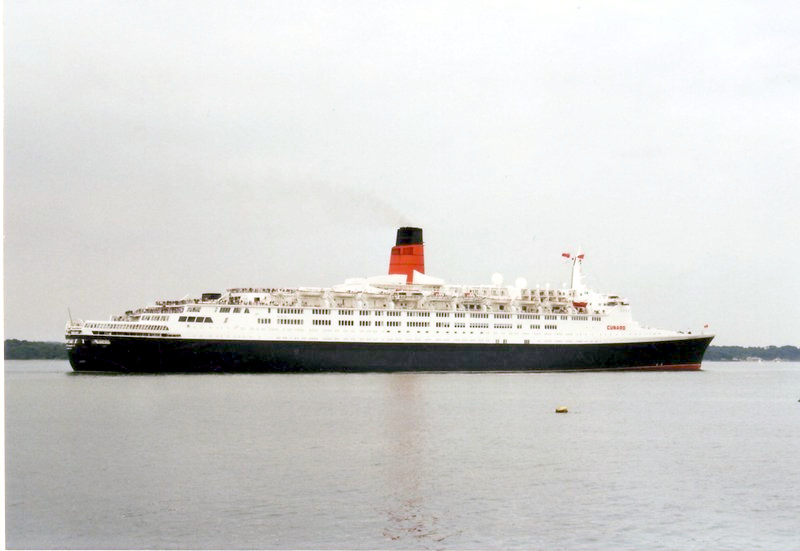
Auch die Queen Elizabeth 2 wurde als Truppentransporter eingesetzt

  - Die ersten britischen U-Boote laufen von ihren Stützpunkten in Großbritannien in den Südatlantik aus.
- 2. April:
  - Argentinische Marineinfanteristen landen auf Ostfalkland und nehmen nach kurzem Gefecht Port Stanley ein. Die britische Garnison ergibt sich. Im Laufe des Tages werden etwas über 900 Mann angelandet.
  - Siegestrunkene Menschenmassen feiern fahnenschwenkend auf der Plaza de Mayo in Buenos Aires.
  - Das britische Kabinett beschließt die Entsendung eines Flottenverbandes.
  - Der britische Admiral Woodward verlässt mit einem Flottenverband Gibraltar in Richtung Südatlantik.
- 3. April:
  - Der argentinische Präsident Galtieri proklamiert auf der Plaza de Mayo in Buenos Aires die Wiedergewinnung der Malvinas.
  - Argentinische Landung auf Südgeorgien und Einnahme der Inseln nach einem kurzen Gefecht gegen die unterlegenen Briten.
  - Der Sicherheitsrat der Vereinten Nationen fordert den sofortigen Rückzug der argentinischen Truppen, ruft aber beide Seiten zu einer friedlichen Lösung auf.
  - Die zehn Außenminister der EG verurteilen den argentinischen Angriff und beschließen Embargomaßnahmen gegen den Aggressor.
  - Beginn der argentinischen Luftbrücke zu den Falklandinseln.
  - Die ersten Transportflugzeuge der RAF landen auf der Atlantikinsel Ascension, die als vorgeschobene britische Basis dienen soll.
- 4. April:
  - Argentinien annektiert die Malwinen/Falklandinseln, Südgeorgien und die Südsandwichinseln, erklärt sie zur 24. Provinz und deklariert Spanisch als Amtssprache. Buenos Aires weist die UN-Resolution zurück.
- 5. April:
  - Die beiden britischen Flugzeugträger HMS Hermes und HMS Invincible verlassen zusammen mit mehreren Begleitschiffen Portsmouth in Richtung Südatlantik.
  - Die argentinische Junta beschließt die Stationierung starker Truppenverbände auf den Malwinen.
- 6. April:
  - Der amerikanische Außenminister Alexander Haig bietet den beiden Konfliktparteien seine Dienste als Vermittler an.
  - Die ersten britischen Schiffe erreichen Ascension; das Landungsschiff HMS Fearless verlässt mit Truppen an Bord Großbritannien.
- 7. April:
  - Großbritannien erklärt eine Zone von 200 Seemeilen um die umstrittene Inselgruppe zur militärischen Sperrzone. Der Erklärung zufolge werden ab dem 12. April alle argentinischen Kriegs- und Hilfsschiffe in dieser Zone angegriffen.
  - US-Präsident Reagan stimmt einer Vermittlungsmission von Außenminister Haig zu.
  - inoffizielle US-amerikanische Unterstützung für Großbritannien, u. a. durch Weitergabe von Satellitenaufnahmen und Aufklärungsergebnissen der CIA[1]
  - General Mario Menéndez wird argentinischer Gouverneur der Malwinen.
- 8. April:
  - Die argentinische Junta ordnet die Einberufung des Jahrganges 1962 an.
  - Argentinien erklärt eine 200-sm-Zone vor den eigenen Küsten und rund um die Malwinen/Falklandinseln zum Südatlantischen Operationsgebiet.
  - Der US-Außenminister Alexander Haig versucht bis zum 30. April durch seine „Shuttle-Diplomatie“ zu vermitteln und einen Krieg zu verhindern. Auf Anraten seines Verteidigungsministers Caspar Weinberger entscheidet sich der US-Präsident Ronald Reagan letztendlich für eine Stellungnahme zugunsten Großbritanniens.[2]
- 9. April:
  - Die ersten von der britischen Regierung requirierten Handelsschiffe, darunter das Passagierschiff Canberra, verlassen mit Truppen und Material an Bord Häfen in Großbritannien.
- 14. April:
  - Das britische Unterhaus stimmt im Zuge einer Sondersitzung militärischen Maßnahmen gegen Argentinien zu.
- 15. April:
  - Die argentinische Flotte verlässt ihre Stützpunkte und fährt in die Gewässer um die Malwinen, bleibt aber außerhalb der von den Briten deklarierten Sperrzone.
- 19. April:
  - Alle fünf argentinischen Super-Etendard-Bomber werden in Rio Grande auf Tierra del Fuego (Feuerland) stationiert. Eine Maschine muss als Reaktion auf das französische Embargo außer Dienst gestellt werden und dient fortan als Ersatzteilspender.
- 21. April:
  - Der für Südgeorgien eingeteilte Teil der britischen Flotte erreicht sein Ziel.
  - Die Hauptstadt der Falklandinseln/Malwinen wird von Argentinien von Port Stanley in Puerto Argentino umbenannt.[3]
- 23. April:
  - Erste britische Spezialkräfte werden in Südgeorgien abgesetzt, müssen aber wegen eines Schneesturms wieder zurückgezogen werden.
  - Großbritannien teilt Argentinien über die Schweizer Botschaft in Buenos Aires mit, dass argentinische Kampfflugzeuge oder Kriegsschiffe auch außerhalb der Sperrzone angegriffen werden können, wenn diese eine Bedrohung für die britischen Streitkräfte darstellten.
- 25. April:
  - Der erste britische Flottenverband erreicht die 200-Meilen-Sperrzone um die Falklandinseln/Malwinen.
  - Das argentinische U-Boot Santa Fe wird vor der Küste von Südgeorgien durch ungelenkte Raketen eines Westland-Lynx-Hubschraubers schwer beschädigt und muss am Strand von Grytviken aufgegeben werden.
  - Die argentinische Garnison auf Südgeorgien ergibt sich fast widerstandslos.
- 26. April:
  - Weitere Teile der britischen Flotte, bestehend aus den Fregatten Ariadne, Avenger, Aurora und Leander verlassen gemeinsam mit den Unterstützungs- bzw. Transportschiffen Bayleaf, British Avor, Nordland und Europic Ferry den englischen Hafen Plymouth.
  - Nach Zuführung weiterer Truppen organisiert Argentinien die Verteidigung der Inselgruppe neu. Unter Militärgouverneur Menéndez stehen nun drei Brigadestäbe des Heeres (III. Brigade: General Parada, IX. Brigade: General Daher, X. Brigade: General Yoffre (Joffre)) sowie je ein Stab im Brigaderang von Marine und Luftwaffe (Admiral Otero und General Castellanos).
- 28. April:
  - Inzwischen sind die argentinischen Streitkräfte auf den Falklandinseln/Malwinen auf 12.630 Mann verstärkt. Der größte Teil (7.000) ist in Port Stanley stationiert.
- 29. April:
  - Britische V-Bomber werden von Waddington in England nach Ascension im Südatlantik überführt.
- 30. April:
  - Großbritannien erklärt ab 13:00 Uhr MEZ die totale See- und Luftblockade in einem 200-Seemeilen-Radius um die Falklandinseln/Malwinen.
  - Argentinien versetzt seine Truppen in höchste Alarmbereitschaft.

### Mai (Beginn der Rückeroberung)
- 1. Mai:

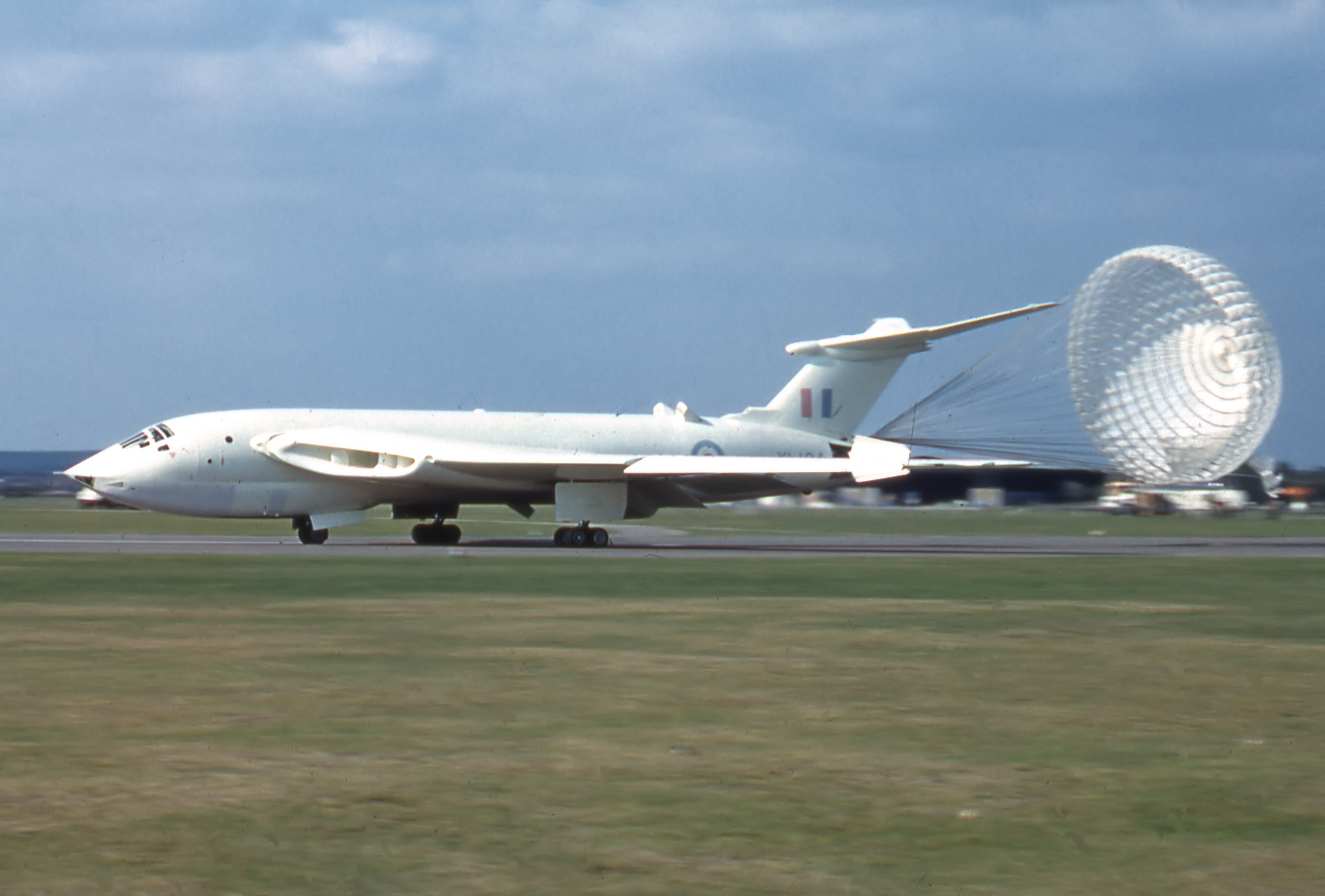
Handley Page H.P.80 Victor

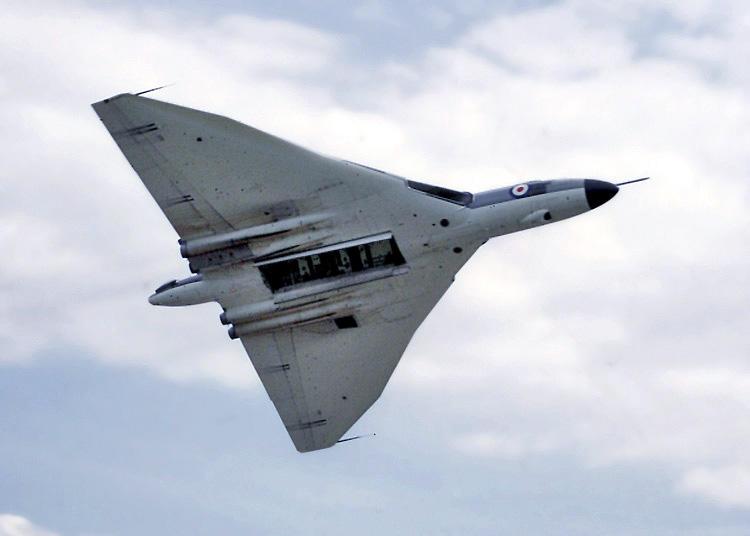
Avro 698 Vulcan

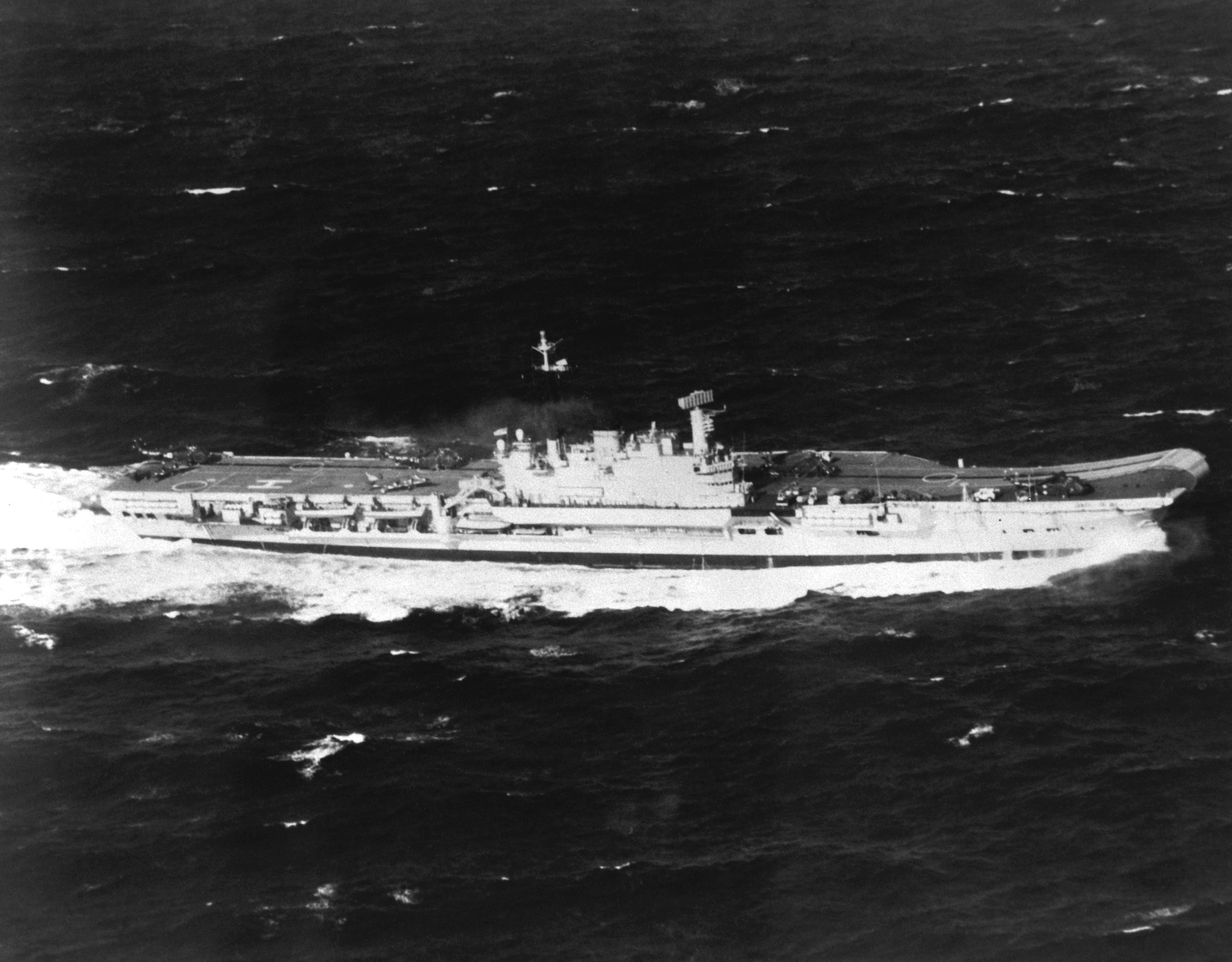
Hermes

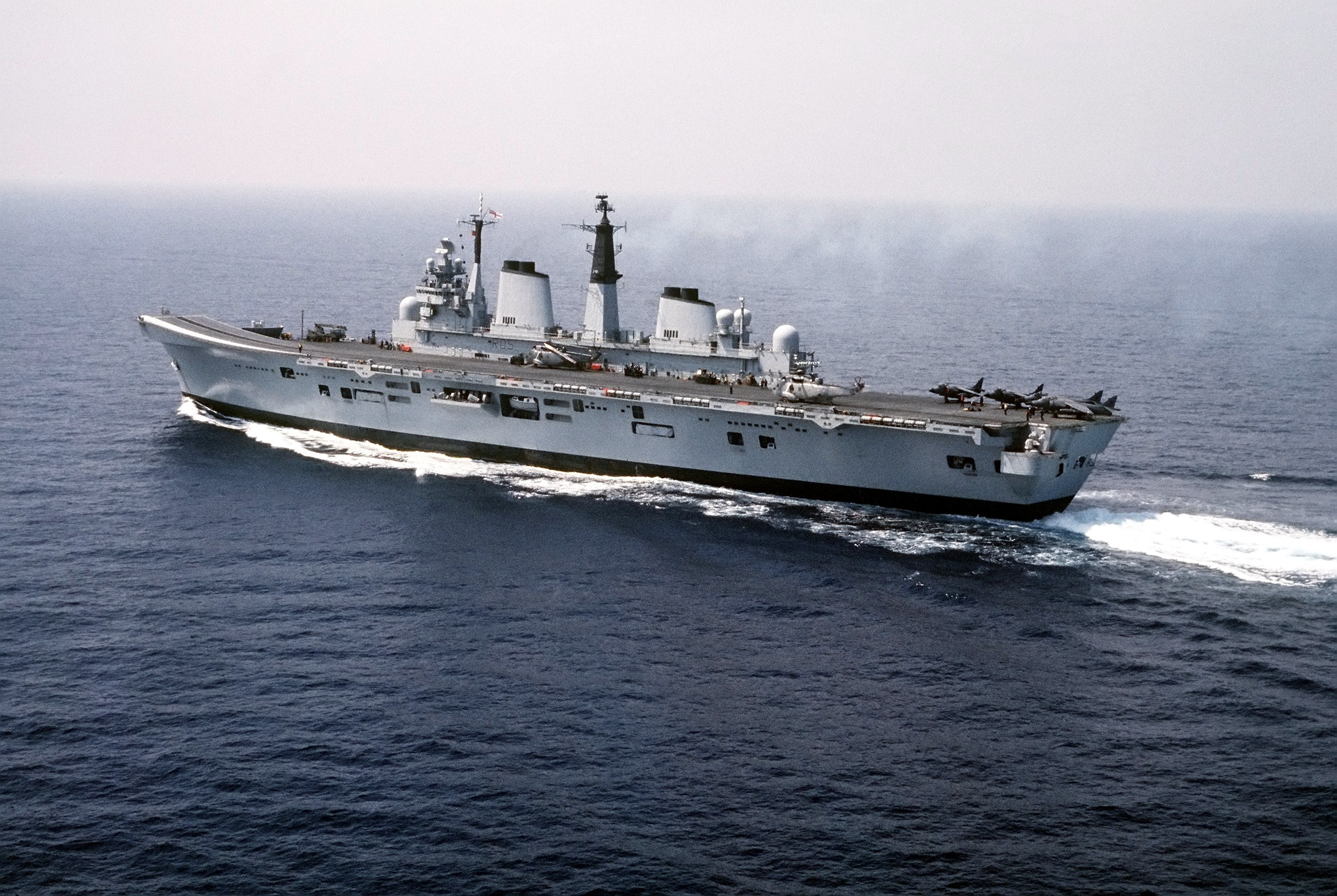
Invincible

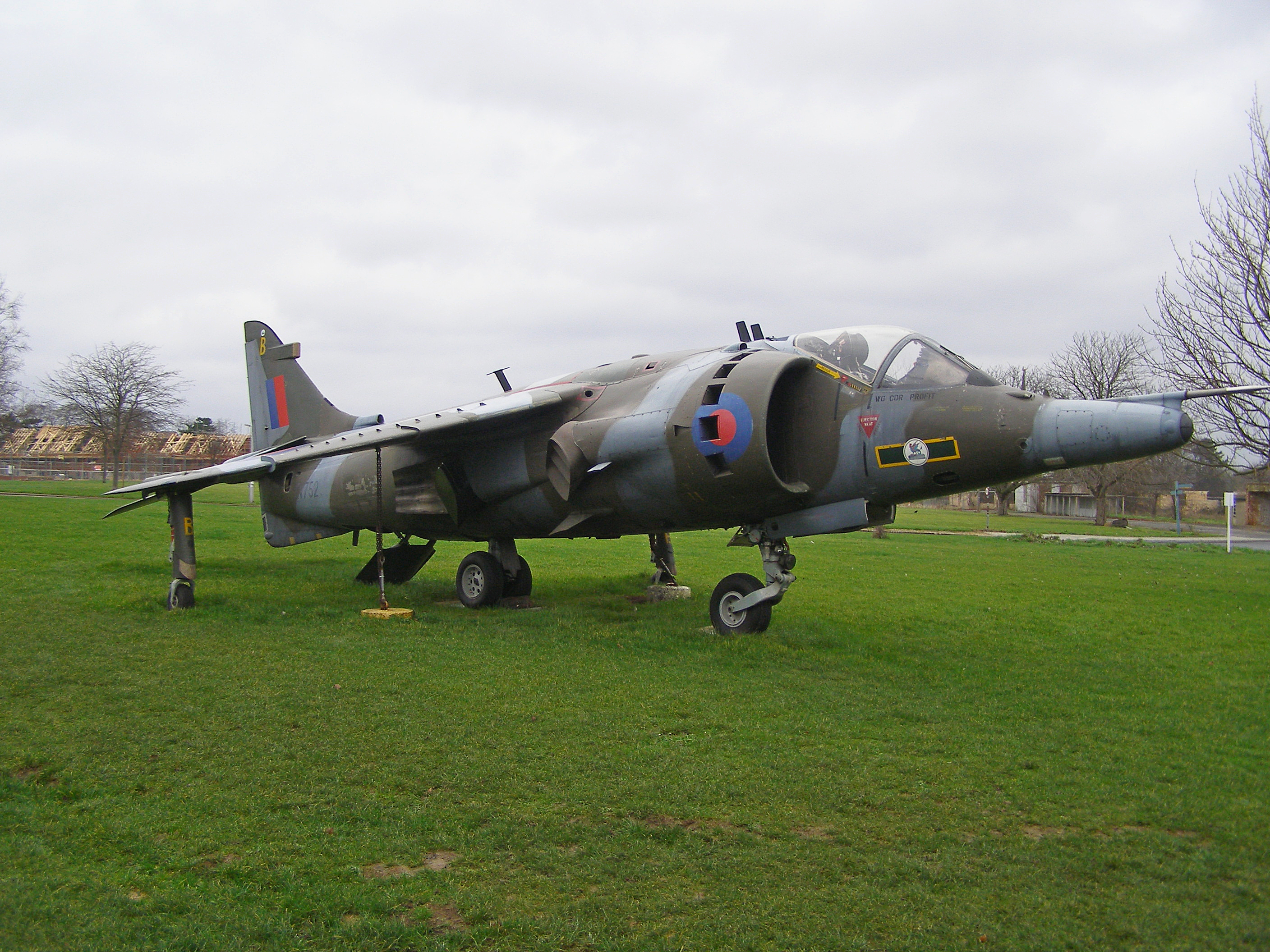
Hawker Siddeley Harrier GR 3 der RAF

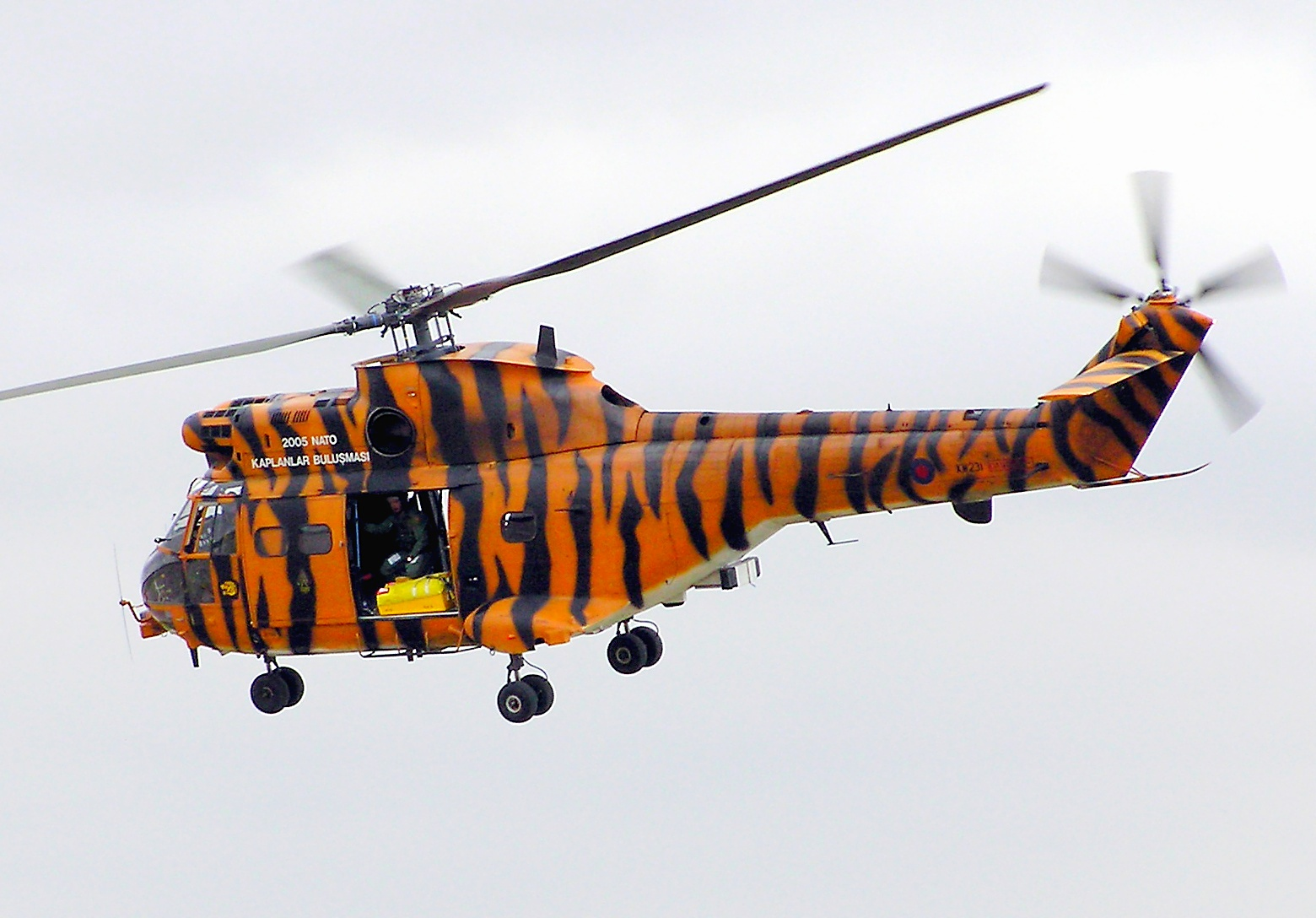
SA-330 Puma

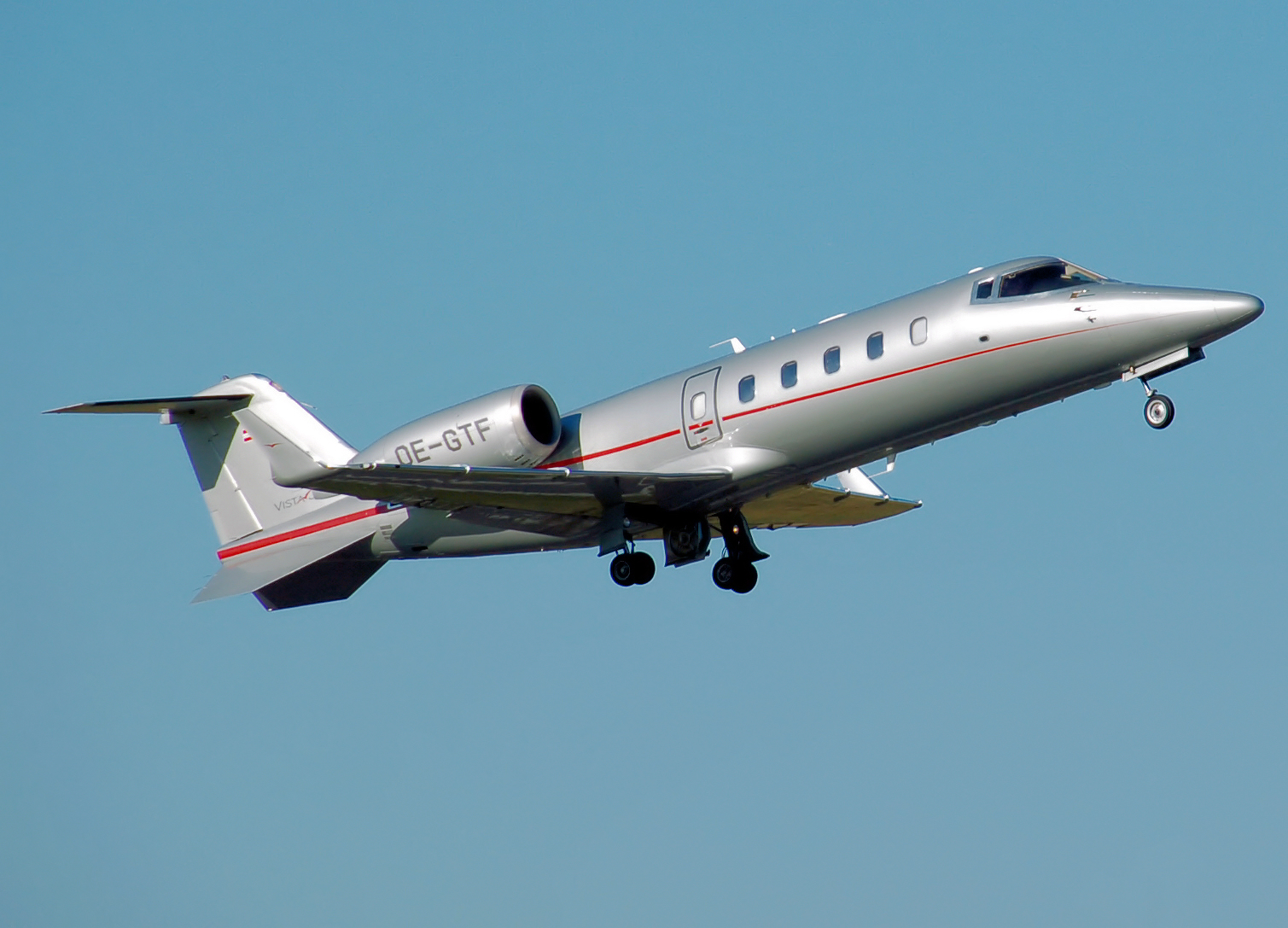
Learjet

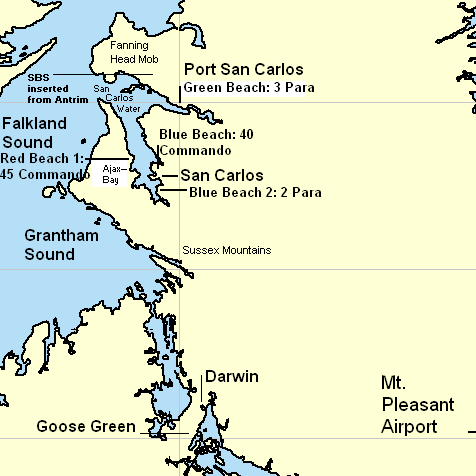
Britische Landungsgebiete

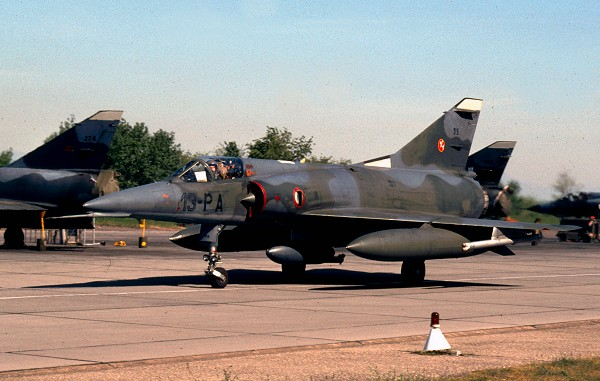
Mirage 5 Dagger

  - Die Rückeroberung wird am frühen Morgen mit einem Fernluftangriff britischer Vulcan-Bomber auf die Landebahn des Flughafens von Port Stanley (Black Buck 1) eingeleitet. Auch die nachfolgenden Angriffe trägergestützter Sea Harrier-Senkrechtstarter auf den Flughafen gelten in erster Linie der Startbahn, die aber nur teilweise zerstört wird. Mindestens drei argentinische Soldaten werden getötet.
  - Britische Fregatten beschießen mit ihren 114-mm-Bordgeschützen argentinische Stellungen um Port Stanley.
  - Gegen 16:00 Uhr kommt es zu ersten Luftkämpfen, bei denen eine argentinische Mirage III von einem Sea Harrier abgeschossen wird. Der Pilot kann sich mit dem Schleudersitz retten. Eine beschädigte Mirage III, die auf dem Flugplatz von Port Stanley notlanden will, wird versehentlich durch die eigene Luftabwehr abgeschossen, wobei der Pilot getötet wird.
  - Gegen 16:30 Uhr greifen insgesamt zwölf argentinische Mirage 5 Dagger die britische Landungsflotte an, wobei sie sich vor allem auf die Fregatten Alacrity, Arrow und den Zerstörer Glamorgan konzentrieren, die sich zur Luftabwehr vor der San Carlos Bucht im Falklandsund befinden. Eine Dagger wird über Westfalkland abgeschossen, der Pilot getötet.
  - 17:45 Uhr wird eine argentinische Canberra von einem Sea Harrier mit Sidewinder-Raketen abgeschossen. Die Besatzung kann zwar abspringen, wird aber nicht gerettet.
  - In der Nacht beschließt die argentinische Flotte einen Angriff auf die britischen Flugzeugträger, der aber am nächsten Morgen wegen des ungünstigen Wetters abgebrochen werden muss. An dieser Operation ist auch die Kampfgruppe um den Kreuzer General Belgrano beteiligt.
- 2. Mai:
  - Das britische Atom-U-Boot Conqueror torpediert den argentinischen Kreuzer General Belgrano etwa 30 Seemeilen außerhalb der britischen Sperrzone. 323 Seeleute finden den Tod. Die Überlebenden werden viele Stunden später von argentinischen und chilenischen Marineeinheiten geborgen. Infolgedessen werden die argentinischen Seestreitkräfte dauerhaft in die Häfen zurückbeordert.
  - Die englische Boulevardzeitung The Sun kommentiert am nächsten Morgen die Versenkungen und den hundertfachen Tod der Seeleute mit der Schlagzeile Gotcha. (engl. Slang: gotcha = Hab' Dich!)
- 3. Mai:
  - Britische Hubschrauber (Westland Lynx) versenken mit Raketen des Typs Sea Skua das argentinische Patrouillenschiff Alferez Sobral.
- 4. Mai:
  - Der britische Fernbombenangriff Black Buck 2 verfehlt die Landebahn des Flughafens von Stanley.
  - Zwei argentinische Super Etendard greifen mit Exocet-Raketen den von den Briten vorgeschobenen Zerstörer Sheffield an und beschädigen ihn so schwer, dass er aufgegeben werden muss. 20 Seeleute werden getötet, 18 verletzt. Die Verletzten werden mit Hubschraubern auf den Flugzeugträger Hermes evakuiert. Die restlichen 242 Mann werden von der Fregatte Arrow aufgenommen. Das verlassene Schiff wird von den Briten am 10. Mai versenkt.
  - Ein Sea Harrier vom Flaggschiff der britischen Flotte, dem Flugzeugträger Hermes, wird über Goose Green von 35-mm-Flak abgeschossen, der Pilot getötet.
- 5. Mai:
  - Nach argentinischer Darstellung: Torpedotreffer eines U-Bootes auf den britischen Flugzeugträger Invincible, wobei der Torpedo nicht detoniert sei.[4]
- 6. Mai:
  - Zwei Sea Harrier der Invincible stürzen bei schlechtem Wetter, wahrscheinlich durch Kollision, ab. Die zwei Piloten können nicht gerettet werden.
- 7. Mai:
  - Die britische Regierung dehnt die See-/Luft-Blockade aus. Alle argentinischen Flugzeuge und Schiffe, die weiter als zwölf Seemeilen vor der argentinischen Küste angetroffen werden, werden als feindlich angesehen.
- 8. Mai:
  - Von 20 Sea Harrier sind inzwischen drei verloren.
  - Der argentinische „Spionagetrawler“[5] Narwal wird 100 km nördlich der Falklandinseln/Malwinen durch zwei Harrier versenkt. 24 Mann werden gefangen genommen, ein Seemann beim Angriff getötet.
- 9. Mai:
  - Argentinische Luftoperationen, an denen zwölf A-4 Skyhawk und fünf Mirage 5 Dagger beteiligt sind. Wegen des schlechten Wetters werden die Ziele nicht gefunden; zwei Skyhawk fliegen im Nebel gegen einen Berghang auf der Insel South Jason (vor Westfalkland). Beide Piloten finden dabei den Tod.
- 12. Mai:
  - Insgesamt acht argentinische Skyhawk greifen den Zerstörer Glasgow und die Fregatte Brilliant mit Bomben an, die argentinische Stellungen bei Stanley beschießen. Drei Angreifer werden durch die Flugabwehr der Schiffe vernichtet, eine weitere Skyhawk überfliegt auf dem Heimweg den argentinischen Flugplatz in Goose Green und wird dort versehentlich durch die eigenen Luftabwehr abgeschossen. Vier Piloten finden den Tod. Die Glasgow wird von einer Bombe getroffen, die nicht zündet. Dabei wird niemand verletzt, aber das Schiff, das vollständig durchschlagen wird, muss anschließend zurückgezogen werden.
- 15. Mai:
  - Eine britische Kommandoeinheit landet auf Pebble Island und zerstört den dortigen Behelfsflugplatz, dabei werden fünf Pucará sowie weitere sechs Flugzeuge vernichtet. Bei der anschließenden Beschießung durch britische Zerstörer werden noch ein Munitionsdepot zerstört und das Flugfeld (zeitweilig) unbrauchbar gemacht.
- 19. Mai:
  - Absturz eines vollbesetzten britischen Hubschraubers vom Typ Sea King, der Kommandotruppen des SAS von einem Schiff auf ein anderes bringen sollte. Dabei kann nur ein Teil der Insassen gerettet werden (22 Tote).[6]
- 20. Mai:
  - Versuch britische Kommandotruppen auf Feuerland abzusetzen scheitert. Wegen schlechten Wetters muss der Hubschrauber in Chile notlanden. Ihr Ziel waren die mit „Exocet“ Raketen ausgerüsteten Super Etendard, die auf dem Flugplatz von Rio Grande stationiert sind.
- 21. Mai:
  - 6:30 Uhr leiten britische Truppen die Hauptlandung in der 80 km westlich von Port Stanley gelegenen San-Carlos-Bucht ohne Artillerievorbereitung ein. Gleichzeitig finden Scheinlandungen bei Goose Green bzw. bei Foxbay und diverse Artillerieangriffen auf andere Ziele in der Nähe von Stanley statt.
  - Ein argentinischer Puma-Hubschrauber wird durch Harrier GR 3 außer Gefecht gesetzt.
  - Ein Sea Harrier wird über Port Howard vermutlich durch eine Blowpipe-Rakete abgeschossen. Der Pilot kann mit dem Schleudersitz das Flugzeug verlassen und gerät verletzt in argentinische Kriegsgefangenschaft.
  - Eine Pucará wird nahe Darwin durch Sea Harrier mittels 30-mm-Bordwaffe abgeschossen. Der Pilot kann mit dem Schleudersitz das Flugzeug verlassen und überlebt.
  - Acht argentinische Skyhawk greifen die Fregatte Ardent vor der San Carlos Bucht an. Zwei Skyhawk werden von Sea Harrier abgeschossen. Beide Piloten sterben.
  - Sechs argentinische Skyhawk greifen im extremen Tiefflug die Fregatte Argonaut an. Das Schiff wird getroffen, die Bomben zünden aber nicht. Die Zerstörungen reichen aber, um das Schiff vom weiteren Kriegsverlauf auszuschließen.
  - Insgesamt zehn argentinische Dagger greifen in drei Wellen die britischen Begleitschiffe vor der San Carlos Bucht an. Die Fregatten Ardent und Broadsword an, wobei Ardent schwer und die Broadsword leicht beschädigt und mehrere Seeleute getötet werden. Vier Dagger werden von Sea Harrier abgeschossen. Alle Piloten können sich mit dem Schleudersitz retten.
  - Drei Skyhawk landen Volltreffer auf der beschädigten Ardent. 22 Seeleute werden getötet, 30 verletzt, der Bordhubschrauber zerstört. Auf dem Rückflug werden die Skyhawks von Sea Harrier angegriffen und komplett vernichtet. Zwei der argentinischen Piloten werden gerettet, einer stirbt.
- 22. Mai:
  - Der britische Brückenkopf, gegen den die argentinischen Truppen keinen Gegenangriff unternehmen, erstreckt sich bis zu den umliegenden Hügeln, auf denen Rapier Raketen zur Luftabwehr installiert werden. Insgesamt sind in der Bucht 3.500 Mann angelandet.
  - Das extrem schlechte Wetter verhindert weitere Luftoperationen beider Seiten.
- 23. Mai:
  - Im Laufe des Tages greifen insgesamt acht Skyhawk im extremen Tiefflug und unter heftigem Abwehrfeuer die britische Fregatte Antelope in zwei Wellen an und erzielen zwei Treffer, die aber nicht zünden, da die Piloten wegen der britischen Luftabwehr zu niedrig angreifen. Das Schiff wird evakuiert. Bei der Entschärfung der Bomben am 24. Mai explodiert eine der Bomben, tötet einen der beiden Sprengmeister und entzündet das Schiff, das, als die Flammen das Munitionsmagazin erreicht, explodiert und sinkt.
  - Ein Sea Harrier der Hermes stürzt ab. Der Pilot stirbt.
  - Eine Dagger wird über Pebble Island von einem Sea Harrier mit Sidewinder-Raketen abgeschossen. Der Pilot wird getötet.
- 24. Mai:
  - Insgesamt 14 Skyhawk und zehn Dagger greifen in mehreren Wellen die britische Landungsflotte in der San-Carlos-Bucht an. Die Landungsschiffe Sir Bedivere, Sir Lancelot und Sir Galahad werden getroffen, allerdings zünden die für einen Angriff aus größerer Höhe eingestellten Zünder der Bomben nicht. Drei Dagger werden von Harriern und eine Skyhawk vom Abwehrfeuer der Schiffe abgeschossen. Zwei argentinische Piloten finden den Tod.
  - Am Ende des Tages belaufen sich die argentinischen Gesamtverluste auf 400 Tote, ein U-Boot, einen Kreuzer, mehrere kleinere Überwassereinheiten und 16 Flugzeuge.
- 25. Mai (argentinischer Nationalfeiertag):
  - Im Laufe des Tages greifen in mehreren Wellen insgesamt 14 Skyhawk, vier Dagger und zwei Learjets als Radarleitflugzeuge die Fregatte Broadsword und den Zerstörer Coventry mit Bomben an. Die Fregatte wird schwer beschädigt. Der Zerstörer erhält drei Volltreffer und sinkt. 19 Seeleute werden getötet, 25 verletzt. Drei Skyhawk werden abgeschossen. Ein Pilot wird getötet, einer gefangen genommen, der dritte bleibt vermisst.
  - Zwei Super Etendard greifen die britische Flugzeugträgergruppe an, deren radargesteuerten Exocet-Raketen treffen allerdings „nur“ das Containerschiff Atlantic Conveyor, das in der Nacht weitere Hubschrauber nach San Carlos bringen sollte, und versenken es. Zwölf britische Seeleute werden getötet.
- 27. Mai:
  - In der Nacht beginnen die britischen Truppen den Brückenkopf zu verlassen. Ihre Ziele sind Port Darwin und Port Stanley. Schiffsartillerie und Luftangriffe unterstützen die Operation. Aufgrund des Verlustes der schweren Transporthubschrauber, die sich auf der Atlantic Conveyor befanden, müssen die Briten zu Fuß marschieren was ihnen durch das moorige Terrain erheblich erschwert wird.
  - Ein Sea Harrier wird über Goose Green von argentinischer Flak abgeschossen. Der Pilot kann sich retten.
  - Insgesamt 18 Skyhawk greifen in vier Wellen Ziele in der San-Carlos-Bucht mit mäßigem Erfolg an, da die Bomben nicht zünden. Eine Skyhawk wird durch die Luftabwehr vernichtet. Der Pilot kann mit dem Fallschirm abspringen und wird einige Tage später lebend geborgen.
- 28. Mai:
  - Black Buck 4 scheitert in der Anflugphase.
  - Nach hartem blutigen Kampf nehmen 600 britische Fallschirmjäger Goose Green. Etwa 50 Argentinier fallen im Kampf. Die Briten verlieren 17 Mann. Rund 1.000 Argentinier ergeben sich.
- 29. Mai:
  - Ein Sea Harrier rutscht in schwerer See vom Deck der Invincible und stürzt ins Meer. Der Pilot wird gerettet.
- 30. Mai:
  - Nach argentinischer Darstellung greifen zwei Super Etendard mit der letzten verbliebenen Exocet und vier Skyhawk den britischen Flugzeugträger Invincible erfolgreich an. Zwei Skyhawk gehen durch Luftabwehr verloren. Die Piloten werden getötet. Die Argentinier gehen von einem Treffer am Flugzeugträger aus, was die Briten bestreiten.[7]
  - Ein Harrier GR 3 wird bei einem Angriff auf den Flugplatz von Port Stanley durch den Beschuss mit Maschinenwaffen beschädigt und stürzt auf dem Rückflug ab. Der Pilot kann gerettet werden.
- 31. Mai:
  - Black Buck 5 versucht mit radargesteuerten Shrike Raketen die großen Radaranlagen auf dem Berg Two Sisters (westlich von Port Stanley) anzugreifen. Der Angriff misslingt, der Umstand der wegen des Angriffs abgeschalteten argentinischen Radaranlage wird von einem Harrier GR 3 jedoch für einen Überraschungsangriff auf den Flughafen von Port Stanley genutzt.
  - In der Nacht zum 1. Juni landen die Briten eine weitere Brigade (rund 3.500 Mann) in der Bucht von San Carlos.

### Juni (Ende des Krieges und britischer Sieg)
- 1. Juni:

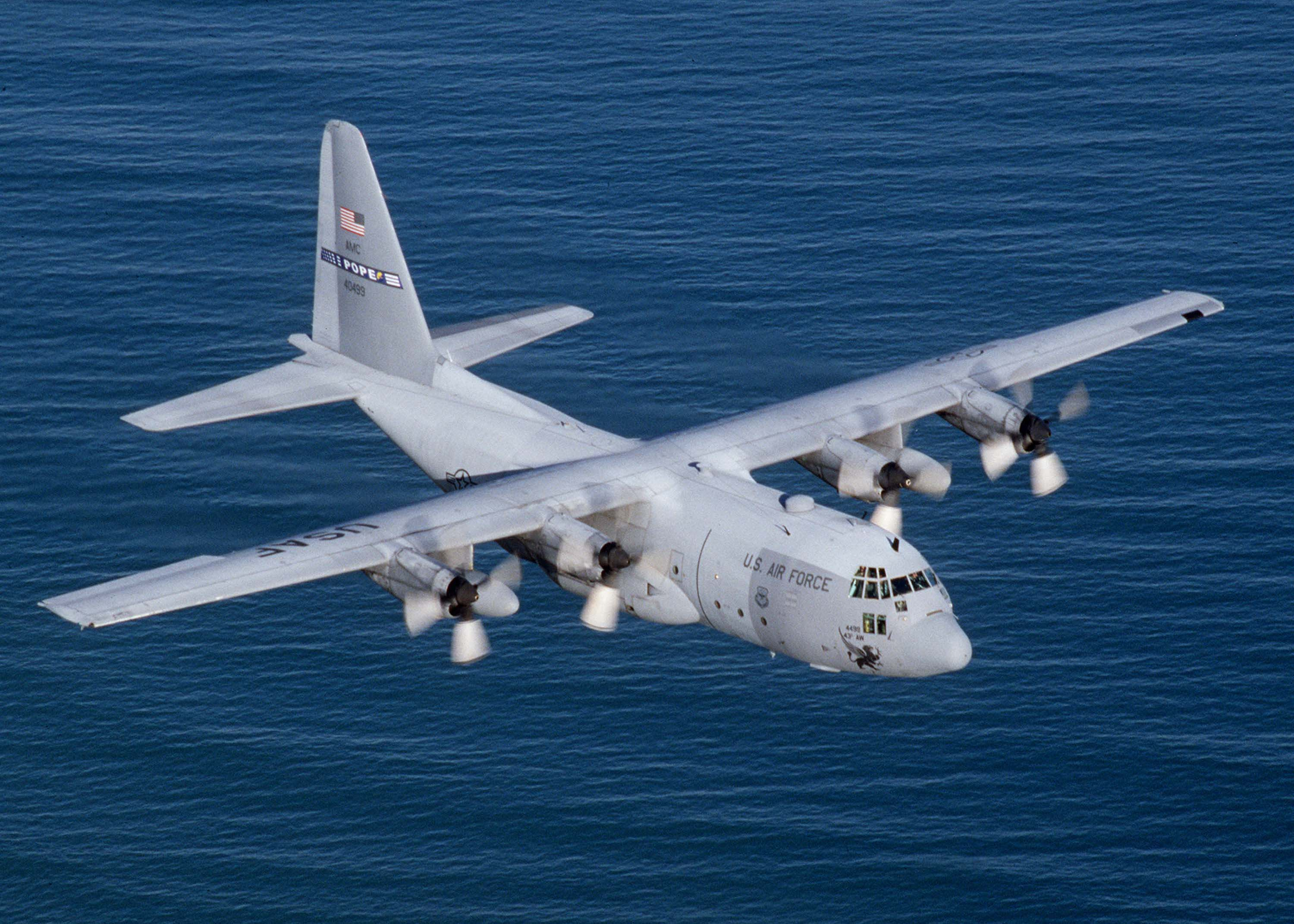
C-130 Hercules

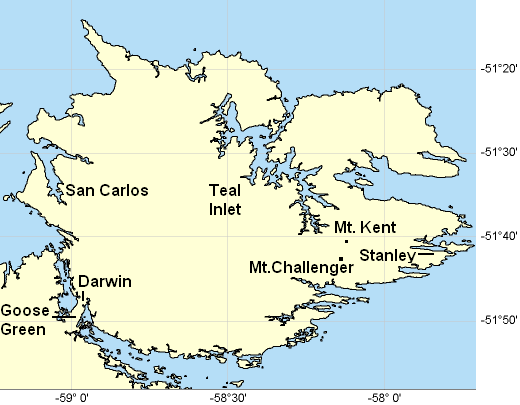
Einschließung von Port Stanley

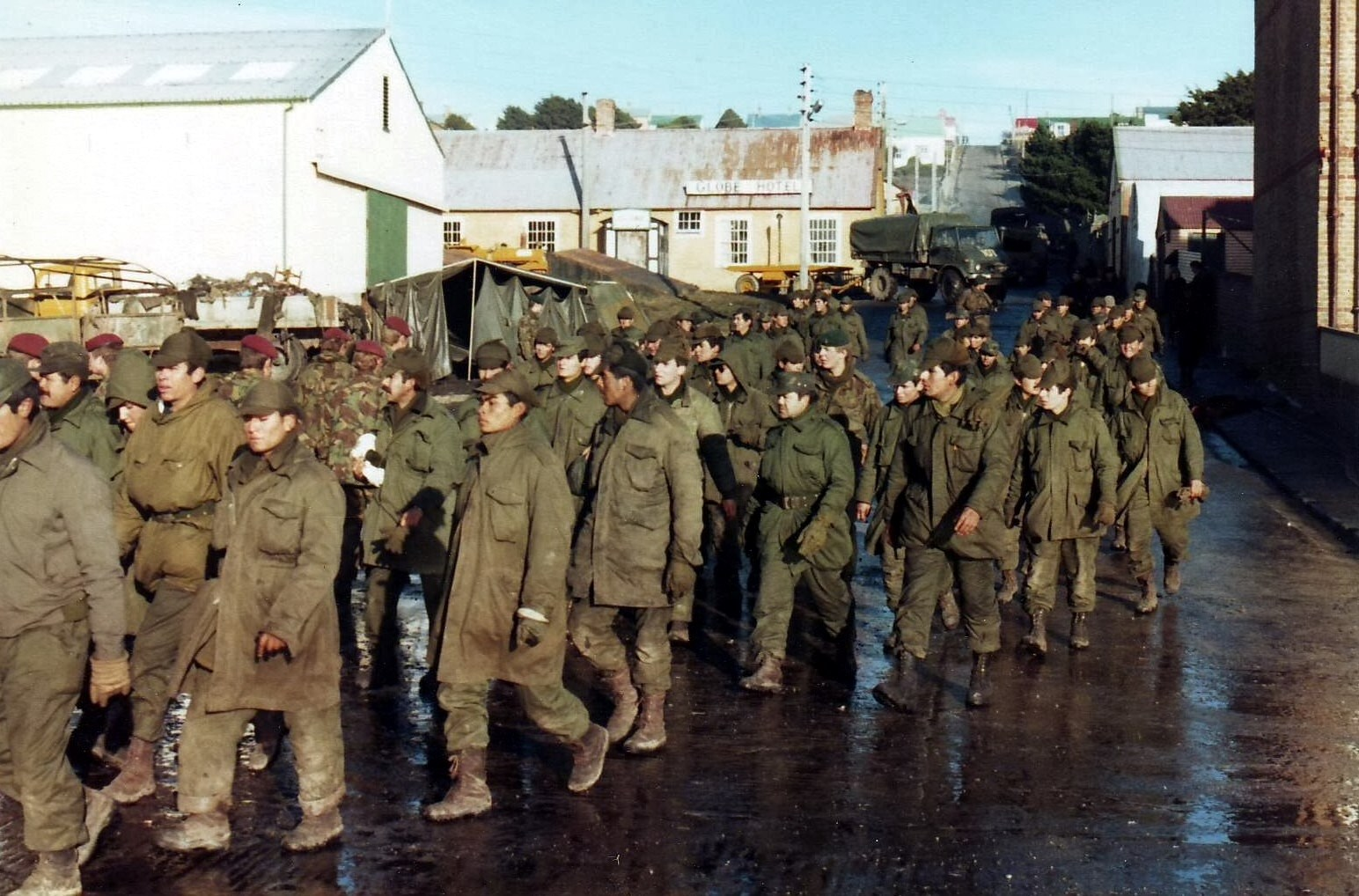
Argentinische Kriegsgefangene

  - Eine argentinische Transportmaschine vom Typ C-130 Hercules wird nördlich Pebble Island von Harriern abgeschossen. Alle sieben Besatzungsmitglieder werden getötet.
  - Ein Harrier wird südlich von Port Stanley von einer argentinischen Roland-Luftabwehreinheit abgeschossen. Der Pilot kann gerettet werden.
- 3. Juni:
  - Black Buck 6 setzt erfolgreich AGM-45-Shrike-Antiradarraketen gegen argentinische Luftabwehrstellungen in Port Stanley ein, muss aber aufgrund technischer Probleme in Brasilien notlanden und wird interniert.
  - 11.500 argentinische Soldaten sind inzwischen in Port Stanley eingeschlossen.
- 8. Juni:
  - bis zum 8. Juni und darüber hinaus gelingt es argentinischen C130 Hercules mehrfach, die Luftblockade zu durchbrechen und die eingeschlossenen Truppen mit Nachschub zu versorgen.
  - Ein Harrier wird bei einer Notlandung in Port San Carlos beschädigt. Der Pilot bleibt unverletzt.
  - Britische Truppen werden mit dem Schiff von San Carlos nach Port Pleasant/Fitzroy gebracht.
  - Mehrere Mirage III sowie sechs Dagger greifen die britischen Landungskräfte bei San Carlos an, dabei wird Fregatte Plymouth getroffen. Wenig später bombardieren fünf Skyhawk die Landungsschiffe Sir Tristram und Sir Galahad in Port Pleasant/Fitzroy. Die beiden Landungsschiffe werden getroffen, wobei 48 Mann sterben. Am Abend wird das Landungsboot LCU F4 der Fearless im Choiseul Sound durch drei Skyhawk versenkt, die kurz darauf durch Harrier abgeschossen werden. Alle drei Piloten werden getötet.
- 12. Juni:
  - Black Buck 7 schließt die Serie der Fernangriffe ab.
  - Britische Bodentruppen beginnen die Offensive auf Port Stanley.
  - Der 12 bis 15 km vor Port Stanley liegende erste Verteidigungsabschnitt wird durchbrochen.
- 14. Juni:
  - Britische Truppen dringen in Port Stanley ein.
  - Der argentinische Brigadegeneral Mario Menéndez muss die Kapitulation der argentinischen Truppen auf den Falklandinseln akzeptieren.
  - Der 14. Juni wird seitdem auf den Falklandinseln, Südgeorgien und Südsandwichinseln als Liberation Day bezeichnet und als Nationalfeiertag begangen.
- 18. Juni: General Galtieri tritt zurück.
- 20. Juni:
  - Die gefangenen argentinischen Truppen werden mit britischen Schiffen nach Argentinien gebracht.
  - Britische Einheiten besetzen die Südsandwichinseln.
  - Die britische Regierung erklärt einseitig den Krieg für beendet.

## Weiterer Verlauf und Kriegsfolgen
- 1982:

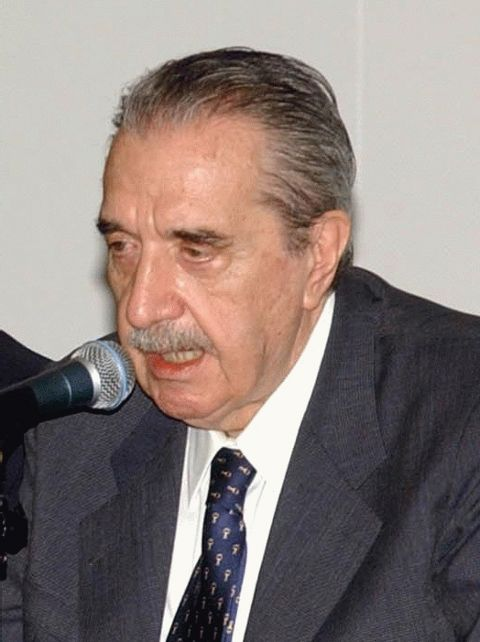
Raúl Alfonsín

  - Während der Generalversammlung der Vereinten Nationen am 3. Oktober besteht Argentinien auf seinen Ansprüchen auf die Inseln. Die Ansprüche werden bis zum heutigen Tag nicht aufgegeben.
  - Im Oktober stationiert Großbritannien F-4-Phantom-Kampfflugzeuge auf den Falklandinseln.
  - Argentinien trägt am 4. November einen Antrag der UN-Vollversammlung vor, der weitere Verhandlungen über die Zukunft der Inseln fordert. Der Antrag wird von den USA unterstützt, was eine Niederlage der britischen Diplomatie bedeutet.
- 1983:
  - Ende Januar gewährt Großbritannien der Regierung Argentiniens einen Kredit über 170 Millionen Pfund.
  - Auf britischen Werften werden zwei Kriegsschiffe für Argentinien fertiggestellt und ausgeliefert.[8]
  - Margaret Thatcher wird unter anderem wegen des britischen Sieges wiedergewählt.
  - Der Nachfolger von General Galtieri, Reynaldo Bignone muss infolge von Massenprotesten die Demokratisierung einleiten. Raúl Alfonsín wird zum Präsidenten gewählt.
- 1990:
  - Wiederaufnahme der diplomatischen Beziehungen zwischen den Kontrahenten
- 1998:
  - Präsident Carlos Menem besucht als erster argentinischer Staatschef seit dem Krieg Großbritannien. Es kommt zu einer grundsätzlichen Einigung, dass man den Falklandkonflikt in jedem Falle nicht militärisch lösen will.
- 2002:
  - 1.700 britische Soldaten sind auf den Falklandinseln stationiert.
- 2003:
  - Nachdem die britische Regierung zugeben musste, dass im Falklandkrieg eingesetzte Schiffe Atomwaffen an Bord hatten, verlangt der argentinische Präsident Néstor Kirchner eine Entschuldigung, die der britische Premierminister Tony Blair verweigerte.